# Colledimezzo
Colledimezzo är en ort och kommun i provinsen Chieti i regionen Abruzzo i Italien. Kommunen hade 473 invånare (2018).